# Brzozowa (powiat rycki)
Brzozowa – osada w Polsce położona w województwie lubelskim, w powiecie ryckim, w gminie Ułęż.
W latach 1975–1998 miejscowość należała administracyjnie do województwa lubelskiego.
Wierni Kościoła rzymskokatolickiego należą do parafii Podwyższenia Krzyża Świętego w Sobieszynie.